# 堤甲子三
堤 甲子三（つつみ かしぞう、1894年〈明治27年〉1月22日 - 1982年〈昭和57年〉3月1日）は、日本の実業家。

## 経歴
静岡県・板倉田平の弟。東京府・堤徳蔵の養子となり、分家する。家業の砂糖商を営む。堤商店、堤商事、堤不動産各代表、日本薬品工業、大成精機、富国産業各代表取締役、城北化学工業、昭栄商会各会長、硫黄島産業、日薬化工、三鳩、昭和商会、三栄各取締役、山川薬品工業、王様クレヨン商会各常任監査役、朝鮮開拓製糖、小笠原食品各監査役などをつとめる。

## 人物
会社重役である。東京在籍で、住所は東京都港区西麻布1丁目、麻布霞町。

## 家族・親族
堤家
- 養父・徳蔵（1876年 - ?、東京士族、砂糖問屋）[3]
- 妻・豊子[4]、あるいは豊[3]（1902年 - ?、養父・徳蔵の長女）[3]
- 長女（東京、黒川光朝の妻）[4]
- 三女（平五の妻）[1]
- 婿養子・平五（小川平吉の五男）[1]

親戚
- 小川平吉（弁護士、政治家）
- 黒川武雄（虎屋、菓子商）